# Вайолет Браун
Ва́йолет Бра́ун (англ. Violet Brown, до шлюбу Мосс (англ. Mosse); 10 березня 1900, Дюнвейл, Трелоні, Ямайка — 15 вересня 2017, Монтего-Бей, Сент-Джеймс, Корнвол, Ямайка) — ямайська супердовгожителька. Була найстарішою нині живою повністю верифікованою людиною в світі з 15 квітня 2017 року (після смерті італійської супердовгожительки Емми Морано) до своєї смерті 15 вересня 2017 року у віці 117 років і 189 днів. Станом на грудень 2020 року була найстарішою повністю верифікованою людиною в історії Ямайки та шостою найстарішою людиною в світовій історії. Довгожителька була останньою живою підданою британської королеви Вікторії, яка померла 22 січня 1901 року (на той час Браун було 10 місяців). Вайолет Браун разом з японкою Тадзімою Набі була однією з двох останніх живих людей, які народилися в XIX столітті.

## Життєпис
Вайолет Мосс народилася 10 березня 1900 року в маленькому містечку Дюнвейл в парафії Трелоні на Ямайці (яка в той час була британською колонією) в сім'ї цукровара Джона Гордона Мосса та хатньої робітниці Елізабет Рейлі. У неї було троє братів та сестер. В 13 років Вайолет була охрещена і прийнята до баптистської церкви.
Вайолет була у шлюбі з Оґестосом Ґейнором Брауном (помер у 1978). У пари було 6 дітей — 4 сини і 2 дочки. Четверо з них були ще живі на момент її смерті у 2017 році. Вайолет протягом свого життя працювала на різних роботах — була хатньою робітницею, кравчинею, фермеркою.
Як повідомлялося, на її 110-річчя у неї не було серйозних проблем зі здоров'ям, окрім вад слуху. За її словами, вона не відчувала свого віку. Своє довголіття вона пояснювала вірою в Бога, повагою до батьків, старанною працею і кокосовим соусом. Мосс любила ходити до церкви, читати книги і слухати музику.
В 113 років у неї так само були хороше здоров'я і пам'ять. У 115 років вона все ще могла ходити з ходунками і читати без окулярів.
15 січня 2015 року, після смерті британської супердовгожительки Етель Ланґ, Вайолет Браун стала останньою живою людиною у світі, яка була підданою королеви Вікторії і застала Вікторіанську епоху.
15 квітня 2017 року, після смерті італійської супердовгожительки Емми Морано, Вайолет Браун стала найстарішою нині живою людиною в світі.
Її перший син, Гарланд Фейрвезер (15 квітня 1920 року — 19 квітня 2017 року), прожив 97 років і був найстарішою людиною у світі, у якої був живий один із батьків.
Вайолет Браун померла 15 вересня 2017 року в госпіталі міста Монтего-Бей, Сент-Джеймс, Корнвол, Ямайка, у віці 117 років, 189 днів. Незадовго до смерті у неї діагностували зневоднення організму та аритмії серця.
Вайолет Браун стала другою в історії людиною негроїдної раси, яка подолала 117-річний рубіж (першою була Люсі Ганна (1875-1993), яка прожила 117 років і 248 днів).

## Верифікація
У червні 2013 року було подано заяву в Групу геронтологічних досліджень. Вайолет Браун точно не знала, якого числа народилася, тому були подані заявки на 4, 10 і 15 березня.
26 липня 2014 року її справа була підтверджена, а датою народження визнано 10 березня 1900 року.

## Рекорди довголіття
- 10 березня 2015 року стала 36-ю людиною в історії, яка офіційно досягли 115-річного віку.[1]
- 10 березня 2016 року стала 15-ю людиною в історії, яка офіційно досягли 116-річного віку.[1]
- 2 вересня 2016 року увійшла в десятку найстаріших повністю верифікованих людей в історії.[1]
- 10 березня 2017 року стала сьомою людиною в історії, яка офіційно досягли 117-річного віку.[1]
- 15 квітня 2017 року стала найстарішою нині живою повністю верифікованою людиною в світі.
- Станом на грудень 2020 року Вайолет Браун займає 6-те місце у списку 100 найстаріших людей в історії.[1]